# Équipe d'Équateur de football
Cet article traite de l'équipe masculine. Pour l'équipe féminine, voir Équipe d'Équateur de football féminin.
Maillots
Actualités
L'équipe d'Équateur de football est la sélection de joueurs de football équatoriens représentant le pays lors des compétitions régionales, continentales et internationales sous l'égide de la Fédération équatorienne de football.
L'équipe nationale dispute la première rencontre de son histoire en 1938, face à la Bolivie lors des Jeux bolivariens. Même si la fédération est affiliée à la Confédération sud-américaine de football puis à la FIFA dès 1926, la sélection ne dispute la Copa América qu'à partir de 1939 et ne s'engage pour la première fois dans les éliminatoires de Coupe du monde qu'en 1961.
Elle est une des deux seules nations sud-américaines (avec le Venezuela) à n'avoir jamais atteint la finale de la Copa América. Elle a en revanche participé à quatre phases finales de Coupe du monde, en 2002, 2006, 2014 et 2022, avec comme meilleur résultat un huitième de finale perdu face à l'Angleterre en 2006.
La « Tri », comme elle est surnommée par ses supporters, dispute ses rencontres à domicile à l'Estadio Olímpico Atahualpa, situé dans la capitale équatorienne, Quito, à plus de 2 800 mètres d'altitude.
Les Équatoriens ont achevé l'année 2016 à la 20e place mondiale selon le classement FIFA et au 7e rang sud-américain.

## Histoire

### Les débuts de la sélection équatorienne (1938-1960)
La Fédération équatorienne de football est fondée le 30 mai 1925. Elle s'affilie à la FIFA en 1926 et à la CONMEBOL en 1927. En dépit de son intégration dans le giron mondial, la sélection ne participe pas à la première édition de la Coupe du monde, organisée en 1930 en Uruguay. Son premier match officiel a lieu lors de la première édition des Jeux bolivariens, à Bogota en Colombie. Le 8 août 1938, pour le match d'ouverture du tournoi de football des Jeux, l'Équateur affronte la Bolivie, une rencontre achevée sur le score d'un but partout. Dès l'année suivante, elle participe pour la première fois au tournoi sud-américain des nations, la Copa América, organisée à Lima au Pérou. Emmenés par leur entraîneur-joueur Ramón Unamuno, les Équatoriens perdent les quatre rencontres qu'ils disputent. Marino Alcívar et Manuel Arenas se signalent malgré tout en inscrivant deux buts chacun. La sélection va pendant les vingt années suivantes ne disputer que les rencontres de Copa América, puisqu'elle se met en retrait des campagnes de qualification pour la Coupe du monde.

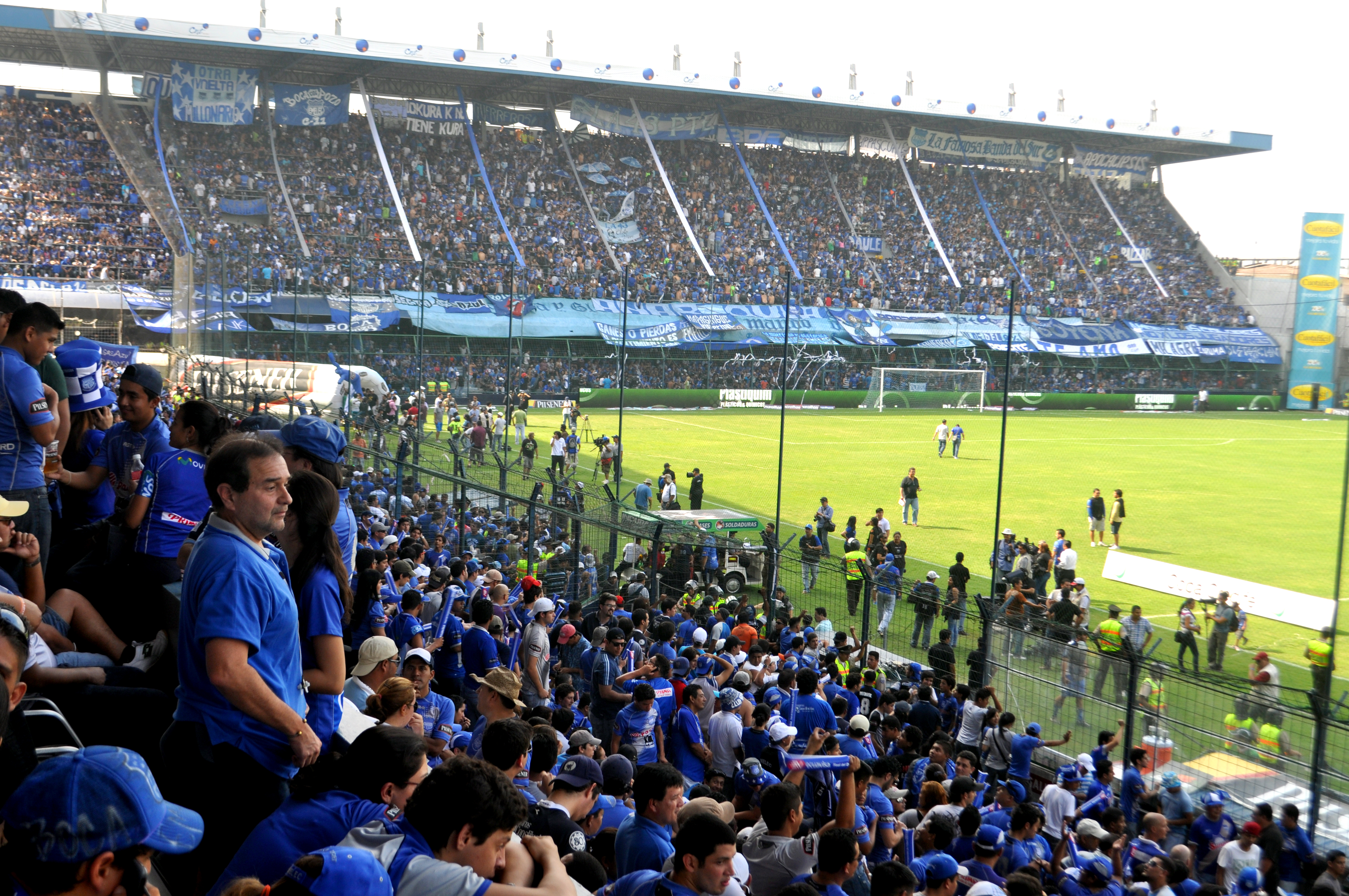
Le stade Capwell, première enceinte à accueillir une rencontre à domicile de l'Équateur, en 1947

C'est lors de leur quatrième participation en Copa América, en 1945, que les Équatoriens mettent fin à la série de défaites qui les accompagne depuis leur entrée dans la compétition. Le 11 février 1945, ils arrachent une nouvelle fois un match nul face à la Bolivie, à Santiago. Ils terminent tout de même à la dernière place du classement, après avoir perdu les autres rencontres. Aguayo réussit à marquer à quatre reprises pour son équipe. Le 30 novembre 1947, la sélection dispute pour la première fois une rencontre à domicile. En effet, cette année-là, c'est l'Équateur qui organise la 20e édition de la Copa América. Malgré le soutien du public du stade Capwell de Guayaquil, les hommes d'Unamuno ne gagnent aucune rencontre. La première victoire officielle n'a lieu que deux ans plus tard puisque la Tri parvient à battre la Colombie sur le score de quatre buts à un, à Rio de Janeiro. Cette victoire face aux Colombiens est sans lendemain : sur une période de dix ans, la sélection va disputer trois éditions de la Copa América sans connaître le succès. En 1959, lors de l'édition disputée à domicile, les Équatoriens remportent la dernière rencontre de la compétition, face au Paraguay. Ils parviennent également à accrocher l'Argentine (1-1).

### Premiers pas au niveau mondial (1961-1992)
En 1960, avec l'Uruguayen Juan López Fontana à sa tête, l'Équateur participe pour la première fois aux éliminatoires de la Coupe du monde. Pour espérer participer à la phase finale organisée au Chili, la Tri doit battre l'Argentine lors d'un duel en matchs aller-retour. Cette première apparition tourne à la catastrophe avec deux sévères défaites (3-6 à Guayaquil et 0-5 à la Bombonera de Buenos Aires). Elle ne joue par la suite aucun match jusqu'en 1963, où elle part en Bolivie pour disputer la Copa América. Le premier match du tournoi est très spectaculaire avec un match nul 4-4 face au pays organisateur, symbole d'une compétition réussie au niveau de l'attaque, avec quatorze buts inscrits et le titre de meilleur buteur pour Carlos Alberto Raffo, auteur de six buts. Malgré cette réussite devant le but, l'Équateur se classe avant-dernière, avec une seule victoire obtenue contre la Colombie. Deux ans plus tard, la sélection passe tout près d'une qualification en Coupe du monde. En effet, après avoir terminé à égalité avec le Chili en tête de la poule 2, la Tri perd le match d'appui disputé sur terrain neutre, à Lima et laisse les Chiliens obtenir leur qualification. En 1967, un tour préliminaire perdu face au Paraguay prive les partenaires de Muñoz de la phase finale de la Copa América.
En 1969, la sélection prend part aux éliminatoires de la Coupe du monde 1970, organisée au Mexique. Elle termine dernière du groupe, derrière l'Uruguay et le Chili, sans réussir à remporter la moindre rencontre. L'année suivante, l'Angleterre a l'honneur d'être la première équipe à affronter l'Équateur dans l'Estadio Olímpico Atahualpa de Quito, devant 36 000 spectateurs. Ce match est également le premier de l'histoire de la sélection face à une équipe hors d'Amérique du Sud. Après une terne participation à la Coupe de l'Indépendance du Brésil (un nul en quatre rencontres), la sélection, dirigée par Roberto Resquín, dispute une série de rencontres amicales (notamment face à la RDA et contre le futur champion de la CONCACAF, Haïti) avant le début des qualifications pour la Coupe du monde 1974. Opposée dans le groupe 1 à l'Uruguay et à la Colombie, elle manque une fois encore la phase finale, sans gagner de rencontre. Le 22 juin 1975, pour le premier match de l'Uruguayen Roque Máspoli sur le banc équatorien, la sélection remporte la plus large victoire de son histoire en s'imposant 6-0 en match amical face au Pérou à Quito. Lors de la Copa América 1975, remise sur pied après huit années d'interruption, les Équatoriens sont devancés par la Colombie et le Paraguay, sans gagner de rencontre. Deux ans plus tard, ils échouent à se qualifier pour la phase finale de la Coupe du monde 1978 en Argentine, terminant derrière le Pérou et le Chili. La Copa América 1979 est le théâtre d'un petit événement puisque la Tri renoue avec la victoire en match officiel, pour la première fois depuis 1965. Les Équatoriens parviennent à s'imposer à domicile face à l'Uruguay mais perdent leurs trois autres matchs, un bilan insuffisant pour atteindre les demi-finales.
La sélection commence l'année 1981 par deux rencontres amicales, perdues face à la Bulgarie et le Brésil avant d'entrer dans les éliminatoires de la Coupe du monde 1982, dont la phase finale se dispute en Espagne. Versée dans le groupe 3 en compagnie du Chili et du Paraguay, elle démarre bien sa campagne en s'imposant contre le Paraguay avant d'être accrochée par le Chili. Les deux défaites en déplacement la condamnent à une nouvelle élimination. Lors de la 32e édition de la Copa América en 1983, dans une poule de très haut niveau avec l'Argentine et le Brésil, les Équatoriens parviennent à accrocher deux fois les partenaires de Jorge Burruchaga mais doivent s'incliner face aux Auriverde, vainqueurs à domicile 5-0. La fin de l'année 1984 voit la Tri effectuer une tournée de six matchs aux États-Unis et en Amérique centrale, avec un bilan de deux nuls et quatre défaites. Après plusieurs rencontres de préparation face à des sélections européennes (RDA et Finlande), les éliminatoires pour le Mondial mexicain (contre l'Uruguay et le Chili) sont décevants, avec un seul point pris à domicile face aux Chiliens. Ce nouvel échec entraîne la mise en sommeil de la sélection pendant deux ans, jusqu'à la Copa América 1987, qui inaugure la nouvelle formule de la compétition. Organisée en Argentine, elle voit les Équatoriens être opposés dans le groupe A au pays organisateur et au Pérou. Ils perdent 3-0 contre les Argentins (avec un doublé de Diego Maradona) avant de faire match nul contre le Pérou. En juin 1988, la fédération fait appel au Yougoslave Dušan Drašković pour prendre en charge la sélection. Le technicien entame son mandat aux États-Unis et en Amérique centrale lors d'une nouvelle tournée de ses joueurs, beaucoup plus concluante que celle effectuée quatre ans plus tôt. Il poursuit la préparation de son groupe pour la Copa América 1989 au Brésil avec plusieurs rencontres amicales contre d'autres sélections sud-américaines, sans réel résultat (une victoire en dix matchs disputés). En Copa América, l'Équateur est opposée dans le groupe B à l'Argentine, à l'Uruguay, à la Bolivie et au Chili. Le match inaugural face à l'Uruguay débouche sur une surprise puisque pour la première fois depuis 1979, la sélection s'impose en Copa América. Elle ne parvient pas à confirmer ce bon résultat en se classant quatrième de la poule, après deux nuls sans but contre Boliviens et Argentins et une courte défaite face au Chili. Six semaines après, les éliminatoires de la Coupe du monde 1990 démarrent et voient la Tri affronter la Colombie et le Paraguay dans le groupe 2. Elle ne remporte qu'un seul match, sans enjeu, face au Paraguay (3-1) et se retire une nouvelle fois de la scène internationale jusqu'à l'édition suivante de la Copa América, disputée en 1991 au Chili. Dans sa poule, elle retrouve la Bolivie, le Brésil, la Colombie et l'Uruguay. Après une courte défaite d'entrée contre la Colombie, la sélection décroche le nul face aux Uruguayens avant de faire exploser la Bolivie 4-0, pour ce qui constitue sa plus large victoire en match officiel. Le gardien équatorien, Erwin Ramirez, s'offre même le luxe de marquer un pénalty en fin de rencontre. Les hommes de Drašković achèvent le tournoi par une défaite face aux Brésiliens et se classent quatrième de leur poule.

### Une période de progrès constants (1993-2001)
L’année 1993 s'annonce importante pour la sélection équatorienne. Tout d'abord, en juin, les hommes de Drašković disputent à domicile la 36e édition de la Copa América. Ils parviennent à terminer en tête de leur groupe du premier tour, devant l'Uruguay, le Venezuela et les États-Unis, sélection invitée de la CONCACAF. Ils battent lors du match inaugural contre la Vinotinto leur record de plus large victoire en match officiel en s'imposant six buts à un. En quart de finale, ils étrillent le Paraguay avant de tomber en demi-finale face à l'autre équipe conviée par la CONMEBOL, le Mexique d'Hugo Sánchez. Les Équatoriens ratent l'occasion de monter sur le podium de la compétition en s'inclinant lors du match pour la troisième place face à la Colombie. Cette quatrième place est à ce jour le meilleur résultat de l'Équateur en Copa América. Elle enchaîne immédiatement avec les éliminatoires de la Coupe du monde 1994 aux États-Unis. Ils sont opposés dans leur groupe de qualification au Brésil, à la Bolivie, à l'Uruguay et au Venezuela. La campagne est assez médiocre avec une seule victoire, une nouvelle fois assez large contre les Vénézuéliens avec un triplé d'Eduardo Hurtado. Le dernier match, face à la Bolivie à Quito en septembre 1993, est le 56e et dernier match de Dušan Drašković sur le banc équatorien puisque le technicien yougoslave quitte son poste pour partir entraîner le club brésilien du CA Bragantino. Après une année 1994 assez calme, la sélection effectue une tournée en Asie pour participer à la Kirin Cup puis à la Korea Cup avant de s'envoler pour Rivera en Uruguay, lieu de leurs rencontres en Copa América 1995. À présent emmenée par le Colombien Francisco Maturana, la Tri veut confirmer sa place de demi-finaliste lors de l'édition précédente. Cette édition uruguayenne s'achève dès le premier tour, après deux courtes défaites face au champion du monde brésilien et à la Colombie suivies d'une victoire face au Pérou, insuffisante pour atteindre les quarts de finale.
En 1996, la sélection effectue une tournée au Moyen-Orient, disputant des rencontres au Liban, en Arabie saoudite, au Qatar ou au Koweït. Au printemps, elle commence la longue campagne de qualification pour la Coupe du monde 1998. Après une série de bons résultats à domicile (victoires face au Pérou, à l'Argentine et au Venezuela), la Tri n'arrive pas à se hisser en tête d'une poule dominée par les Argentins et les Paraguayens. Le seul point positif de ces éliminatoires est la bonne tenue de l'équipe devant ses supporters avec un bilan de six victoires, un nul et une seule défaite, face à la Colombie. A contrario, les Équatoriens ont été incapables de ramener un succès en déplacement. La Copa América, organisée en juin 1997 en Bolivie confirme les progrès de la sélection puisqu'elle achève le premier tour en tête du groupe A devant l'Argentine, le Paraguay et le Chili. Le quart de finale face au Mexique, qu'elle retrouve quatre ans après sa demi-finale perdue à domicile, donne lieu à une rencontre très serrée. La Tri s'incline après la séance des tirs au but, la première de son histoire, à l'issue d'une rencontre achevée sur le score d'un but partout. Elle ne joue ensuite qu'une seule rencontre, en amical, perdue 5-1 face au Brésil, à Washington avant de disputer la Copa América 1999 au Paraguay. Les hommes de Carlos Sevilla, le nouveau sélectionneur, sont dans le groupe C, en compagnie de l'Argentine, de la Colombie et de l'Uruguay. Une fois encore, ils n'arrivent pas à confirmer leur bon parcours de 1997 en perdant les trois matchs qu'ils disputent. Iván Kaviedes surnage au sein de son équipe en inscrivant deux des trois buts équatoriens. L'arrivée en octobre 1999 du Colombien Hernán Darío Gómez, en remplacement de Sevilla, fait entrer l'équipe nationale dans une phase de progression qui va l'amener jusqu'en Coupe du monde.

### Premiers pas sur la scène mondiale (2002-2006)
Les éliminatoires de la Coupe du monde 2002 s'étalent sur près de vingt mois, entre mars 2000
et novembre 2001, avec la 40e édition de la Copa América organisée par la Colombie intercalée en juillet 2001. Après huit matchs (sur dix-huit), la Tri confirme sa supériorité à Quito et ses difficultés à l'extérieur puisqu'elle remporte 4 de ses 5 matchs au stade Atahualpa et perd tous ses matchs en déplacement. Elle réussit ensuite une série de 5 victoires consécutives (contre le Chili, au Venezuela, face au Brésil et au Paraguay et enfin à Lima, au Pérou). L'Équateur est quatrième de la zone Amérique du Sud au moment de s'envoler pour Barranquilla pour disputer la Copa América. La compétition est une déception par rapport aux progrès montrés par les Équatoriens lors des qualifications puisque les hommes de Gómez terminent troisièmes du groupe A, avec deux défaites face au pays organisateur et au Chili et une large victoire 4-0 face au Venezuela. La fin des éliminatoires va sourire aux partenaires d'Agustín Delgado. Bien aidés par une fin de parcours médiocre de l'Uruguay et du Paraguay, ses principaux adversaires pour la qualification, les Équatoriens terminent finalement à la deuxième place, loin derrière les Argentins, au-dessus du lot avec une seule défaite. Ce classement leur permet de disputer la première phase finale de Coupe du monde de leur histoire.

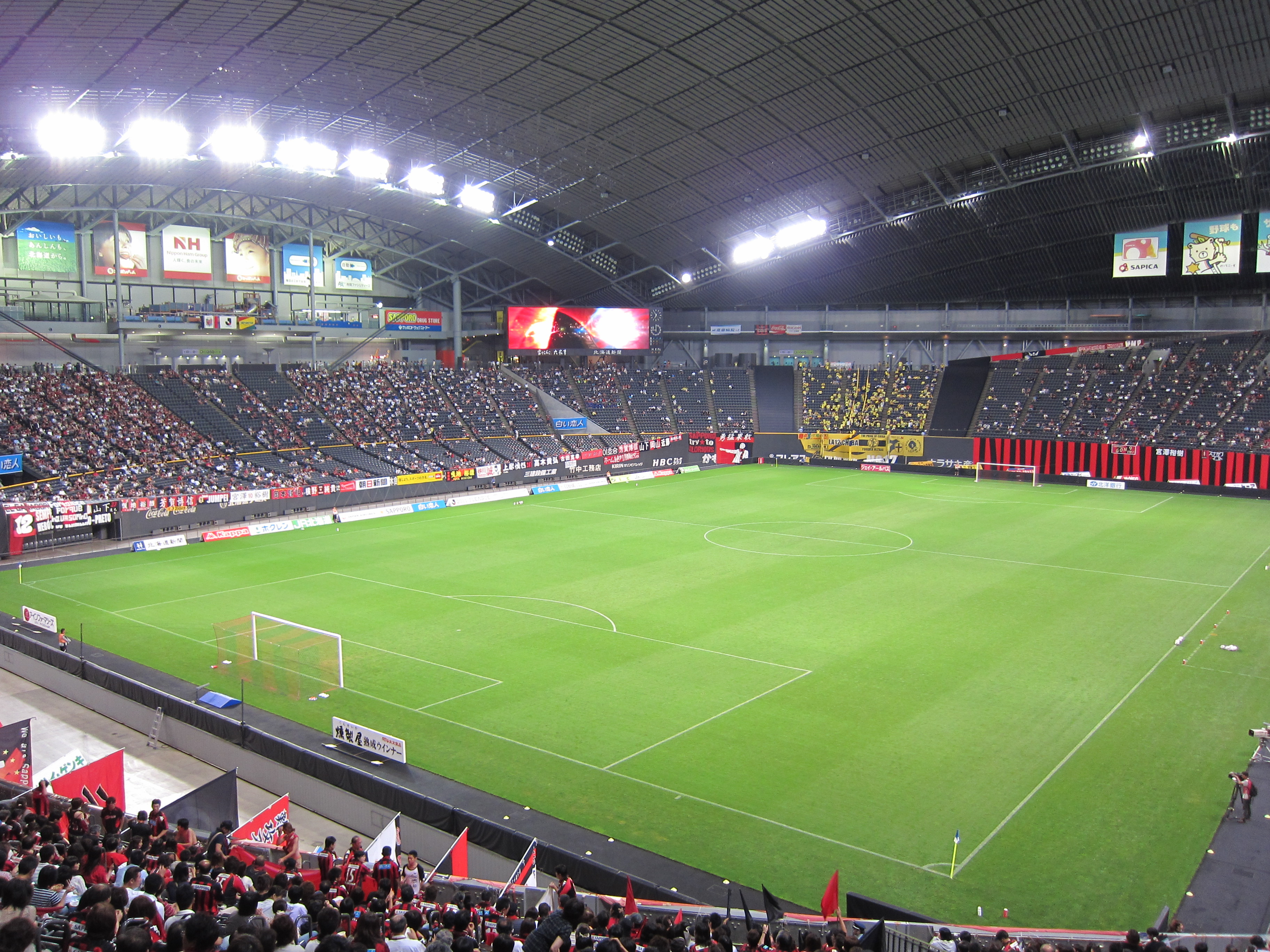
Le Sapporo Dome de Sapporo, théâtre du premier match de Coupe du monde de l'histoire de la sélection, face à l'Italie

Pour préparer son groupe au tournoi mondial, Gómez a une occasion unique puisque la CONCACAF propose à la fédération d'inviter la sélection équatorienne à la prochaine édition de la Gold Cup, organisée aux États-Unis en janvier 2002. La Tri, dans le groupe D en compagnie du Canada et d'Haïti, est cruellement éliminée dès le premier tour après un tirage au sort puisque les trois sélections sont à égalité parfaite au classement. Les Équatoriens s'inclinent face aux Canonniers 2-0 puis battent les Canucks sur le même score. Alex Aguinaga, auteur d'un doublé face aux Canadiens, est le seul buteur de sa sélection. L'Équateur enchaîne ensuite avec une série de matchs amicaux face à plusieurs nations, également qualifiées pour la Coupe du monde : Turquie, États-Unis et Sénégal. En mai, la sélection arrive au Japon pour effectuer son baptême en Coupe du monde. Le tirage au sort l'oppose à l'Italie, à la Équipe de Croatie de football, troisième de la dernière édition et le Mexique. Le premier match du tournoi se termine par une défaite face à la Squadra Azzurra avec un doublé de Christian Vieri dans la première demi-heure du match. Six jours plus tard, la Tri subit une seconde défaite deux buts à un face aux Mexicains avec un événement puisqu'en ouvrant le score dès la 5e minute de jeu, Agustín Delgado devient le premier buteur équatorien en Coupe du monde. Le troisième et dernier match du premier tour, sans enjeu pour les hommes de Gómez, les voit remporter leur première victoire en phase finale, grâce à un court succès contre la Croatie, avec un but d'Édison Méndez.

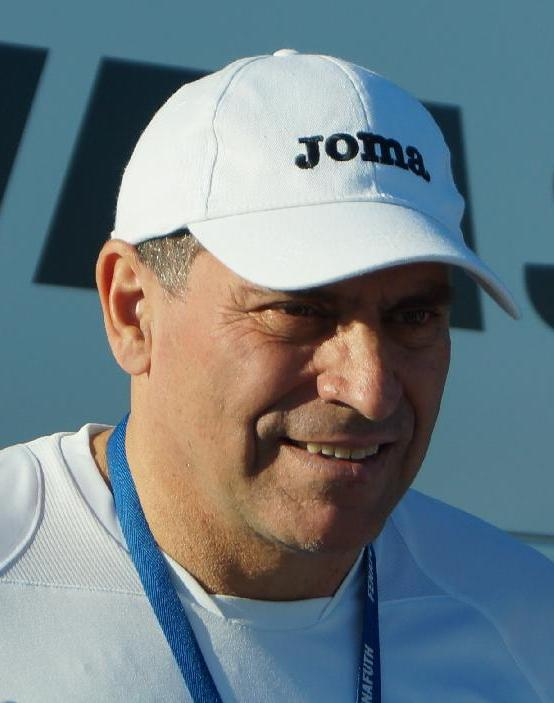
Luis Fernando Suárez, sélectionneur de la Tri de 2004 à 2007.

Les Équatoriens passent ensuite un an à enchaîner les rencontres amicales avant de démarrer une nouvelle campagne de qualification pour le Mondial 2006 en Allemagne. Le calendrier s'est encore une fois rallongé puisque les matchs qualificatifs s'étalent de septembre 2003 à octobre 2005, avec la Copa América 2004 intercalée en juillet 2004. Au moment de s'envoler pour le Pérou, après 7 rencontres disputées, la sélection est 5e de la poule, à trois points du Brésil et de l'Argentine. Le premier tour de la Copa América se révèle médiocre avec trois défaites en trois matchs, dont un lourd revers 6-1 face à l'Argentine. Delgado marque deux des trois buts de sa formation. Cet échec provoque le départ du sélectionneur, Hernán Darío Gómez, après un mandat de près de quatre ans et 66 matchs sur le banc. C'est son compatriote, Luis Fernando Suárez, qui lui succède pour un deuxième passage à la tête de l'équipe nationale, après un intérim de quatre matchs assuré en juin 1997. Les débuts de Suárez sont délicats avec deux nouvelles défaites en trois rencontres de qualification mais en novembre 2004, ses hommes parviennent à infliger au Brésil sa première défaite depuis le début des éliminatoires. En 2005, la Tri réalise une série de bons résultats avec une seule défaite lors des sept dernières rencontres et parvient à décrocher une deuxième qualification consécutive en Coupe du monde, se classant troisième du groupe Amérique du Sud, loin derrière les Argentins et les Brésiliens. Elle confirme sa bonne tenue à domicile en terminant invaincue au stade Atahualpa, où elle n'a plus connu la défaite depuis août 2001.

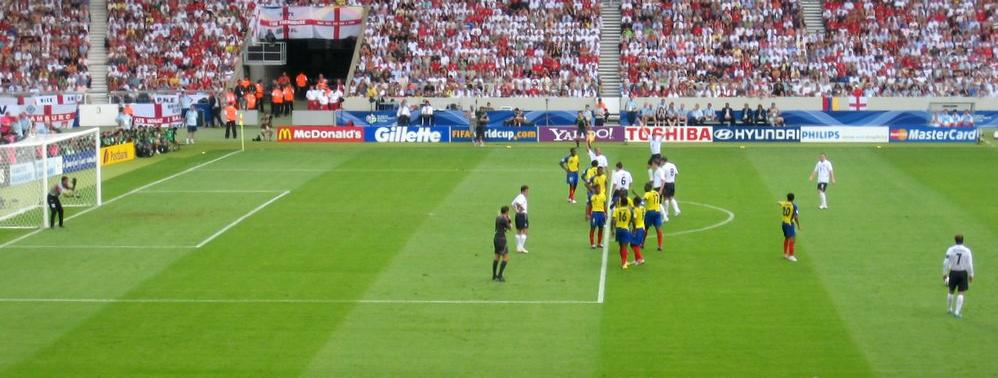
Huitième de finale Angleterre-Équateur (1-0) lors de la Coupe du monde 2006

La sélection se retrouve dans le groupe A, celui de l'Allemagne, pays organisateur et finaliste du dernier mondial, avec également la Pologne et le Costa Rica. Elle entame parfaitement la compétition en battant les Polonais 2-0 grâce à Tenorio et Delgado avant d'étriller le Costa Rica sur le score de trois buts à zéro (à nouveau Tenorio, Delgado et une réalisation de Kaviedes en toute fin de match). Cette entame parfaite lui permet ainsi d'être qualifiée pour les huitièmes de finale, en compagnie des Allemands, avant le dernier match face à la Mannschaft, décisif pour déterminer le premier du groupe. L'écart est trop important avec les hommes de Joachim Löw qui s'imposent largement 3-0, une défaite qui offre aux Équatoriens un huitième de finale face à l'Angleterre de David Beckham. La rencontre est disputée et c'est uniquement sur un coup franc du Spice Boy à l'heure de jeu que les hommes de Luis Fernando Suárez doivent quitter la compétition, avec beaucoup de promesses pour la suite.

### Un statut difficile à confirmer (depuis 2006)
L'Équateur entame l'année 2007 par une série de matchs amicaux avec en point de mire la Copa América, la première organisée par le Venezuela. Les hommes de Suárez débutent ainsi par un double affrontement face à la Suède avant de partir aux États-Unis, en Espagne puis en Colombie. Le bilan de cette tournée est très mitigé avec deux succès en huit rencontres. Au Venezuela, la Tri est dans le groupe B, en compagnie du Brésil, du Mexique et du Chili, un groupe très relevé avec trois sélections présentes à la dernière Coupe du monde. Elle n'arrive pas à confirmer son statut en s'inclinant lors des trois rencontres du premier tour, à chaque fois avec un seul but d'écart. Malgré cette contre-performance, Suárez conserve la confiance des dirigeants de la fédération et a comme nouvel objectif une troisième qualification consécutive en Coupe du monde. La phase qualificative débute en octobre 2007 avec trois défaites en trois rencontres. Les Équatoriens voient d'abord leur série d'invincibilité à domicile s'achever après 6 ans et 23 matchs sans défaite avec un revers surprenant face au Venezuela puis subissent deux lourds revers au Brésil (0-5) et au Paraguay (1-5). Cette série entraîne le départ du sélectionneur Luis Fernando Suárez et son remplacement par Sixto Vizuete, qui était jusqu'à présent l'entraîneur de l'équipe d'Équateur des moins de 17 ans, tout juste médaillée lors des Jeux panaméricains de 2007. Vizuete entame son mandat à Quito par un large succès 5-1 face au Pérou puis enchaîne avec une bonne série puisqu'il ne subit qu'une seule défaite lors des dix rencontres des éliminatoires. La sélection perd en Colombie puis s'impose à La Paz. À deux journées de la fin, la Tri est quatrième du groupe, synonyme de qualification pour l'Afrique du Sud. Les partenaires d'Édison Méndez vont s'écrouler dans la dernière ligne droite, perdant une rencontre capitale à Quito contre l'un de ses rivaux pour la qualification, l'Uruguay avant de terminer les éliminatoires par une défaite au Chili. L'Équateur termine à la sixième place et ne participe donc pas à sa troisième phase finale de Coupe du monde. Cet échec provoque le changement de sélectionneur, avec le Colombien Reynaldo Rueda qui prend son poste à partir d'octobre 2010.
En 2011, Rueda a deux missions : bien figurer lors de la 43e édition de la Copa América organisée en juillet en Argentine et réussir une bonne entame lors des éliminatoires de la Coupe du monde 2014 à partir du mois d'octobre. Une nouvelle fois, la Copa América s'achève dès le premier tour pour les partenaires de Felipe Caicedo, auteur des deux seuls buts de son équipe. L'Équateur décroche le nul 0-0 face au Paraguay, puis perd face au Venezuela et au Brésil. Elle confirme sa faiblesse lors de la compétition continentale, avec une seule victoire lors des quinze dernières rencontres.
La sélection parvient à imposer son jeu à domicile et réussit à achever les éliminatoires sans défaite à domicile. Son bilan au Estadio Olímpico Atahualpa est éloquent avec sept victoires et un seul nul (1-1 face à l'Argentine) en huit matchs. Elle ne remporte en revanche aucun succès en déplacement, ne décrochant des matchs nuls qu'en Uruguay, au Venezuela et en Bolivie. L'Équateur termine à la quatrième place du classement, à égalité avec l'Uruguay, qu'elle devance à la différence de buts. Elle obtient ainsi sa qualification pour une troisième phase finale de Coupe du monde. Le tirage au sort la place dans le groupe E, avec la France, la Suisse et le Honduras, une formation que Rueda connaît bien pour en avoir été le sélectionneur entre 2007 et 2010 et qui est aujourd'hui dirigée par Luis Fernando Suárez, sur le banc équatorien entre 2004 et 2007. La sélection équatorienne commence le tournoi contre la Suisse. Elle ouvre le score à la 22e minute par Enner Valencia mais perd finalement sur le score de 2-1. Elle joue ensuite contre le Honduras. Après un but hondurien, un doublé d'Enner Valencia permet aux Équatoriens de gagner sur le score de 2-1. Malgré l'expulsion d'Antonio Valencia à la 50e minute du match contre la France, l'Équateur n'encaisse pas de but et le score reste nul et vierge. La Tri termine troisième du groupe avec quatre points et est éliminée de la compétition.
Récapitulatif : 
Premier match : Bolivie, 1-1, 8 août 1938.
Plus large victoire : Pérou, 6-0, 22 juin 1975.
Plus large défaite : Argentine, 0-12, 22 janvier 1942.
Première participation à la coupe du monde : 2006 en atteignant le stade des huitièmes de finale.
En 2014, l'Équateur participe à sa deuxième coupe du monde en s'echouant en phase de poules : Équateur 0-0 France, Suisse 2-1 Équateur, Équateur 2-1 Honduras. En 2022, l'Équateur participe à une nouvelle coupe du monde au Qatar qu'ils ont battu 2-0 à domicile puis ont fait match nul 1-1 face aux Pays-Bas mais n'ont pas pu atteindre les huitièmes de finale cause de leur défaite 2-1 face au Sénégal.

## Identité

### Tenues
| \| Période \| Entreprise \| \| --------- \| --------------- \| \| 1985 \| Adidas \| \| 1991-1992 \| Puma \| \| 1993-1995 \| Reebok \| \| 1995 - \| Marathon Sports \| | À partir de 1985, la fédération fait appel à des entreprises spécialisées dans le design, la production et la commercialisation des maillots. C'est l'équipementier allemand Adidas qui est choisi en 1985. En 1991, Puma redessine le maillot de la Tri puis c'est le Britannique Reebok qui signe un contrat de deux ans. Depuis 1995, la fédération fait confiance à l'entreprise équatorienne Marathon Sports. Depuis lors, le maillot équatorien est renouvelé tous les trois ans, avec en plus un maillot spécialement conçu en cas de qualification pour la phase finale de la Coupe du monde. L'équipement des joueurs équatoriens reprend les couleurs du drapeau national, à savoir le bleu, le jaune et le rouge. Cependant, jusqu'en 1949, l'équipe nationale joue avec une tenue entièrement blanche, portant uniquement un liseré tricolore sur la poitrine. Depuis lors, la Tri évolue à domicile avec un maillot jaune et un short bleu, les chaussettes rouges n'étant instaurées qu'à partir de 1983. Lorsqu'elle évolue à l'extérieur, l'Équateur porte un maillot bleu (blanc entre 1999 et 2002) et des chaussettes bleues, le short a changé de couleurs selon les périodes (bleu, blanc ou jaune). Entre 1996 et 1999, le logo de la fédération est imprimé en filigrane directement sur le maillot. |
| Période | Entreprise |
| 1985 | Adidas |
| 1991-1992 | Puma |
| 1993-1995 | Reebok |
| 1995 - | Marathon Sports |

| Maillots domicile  |               |             |             |             |             |             |             |
| · 1941 - 1949      | · 1949 - 1953 | · 1953-1955 | · 1955-1966 | · 1966-1973 | · 1973-1983 | · 1983-1985 | · 1983-1992 |
| · 1993-1995        | · 1996-1999   | · 1999-2002 | · 2002      | · 2003-2006 | · 2006      | · 2007-2011 | · 2011-2014 |
| Maillots extérieur |               |             |             |             |             |             |             |
| · 1983-1985        | · 1985-1991   | · 1993-1995 | · 1996-1999 | · 1999-2002 | · 2002      | · 2003-2006 | · 2006      |
| · 2007-2011        | · 2011-2014   |             |             |             |             |             |             |

### Emblèmes et symboles
L'emblème de l'équipe nationale équatorienne de football a connu deux versions principales au cours de son histoire. La première est utilisée de 1965 à 2019, et n'a subi que de légères évolutions. La seconde est présentée en janvier 2020, en prévision de la Copa America 2020 - compétition reportée à 2021 en raison de la pandémie de Covid-19.

Emblème de la fédération équatorienne de football depuis 2020
Emblème de la fédération équatorienne de football de 1965 à 2019
Armoiries de l'Équateur
Drapeau de l'Équateur
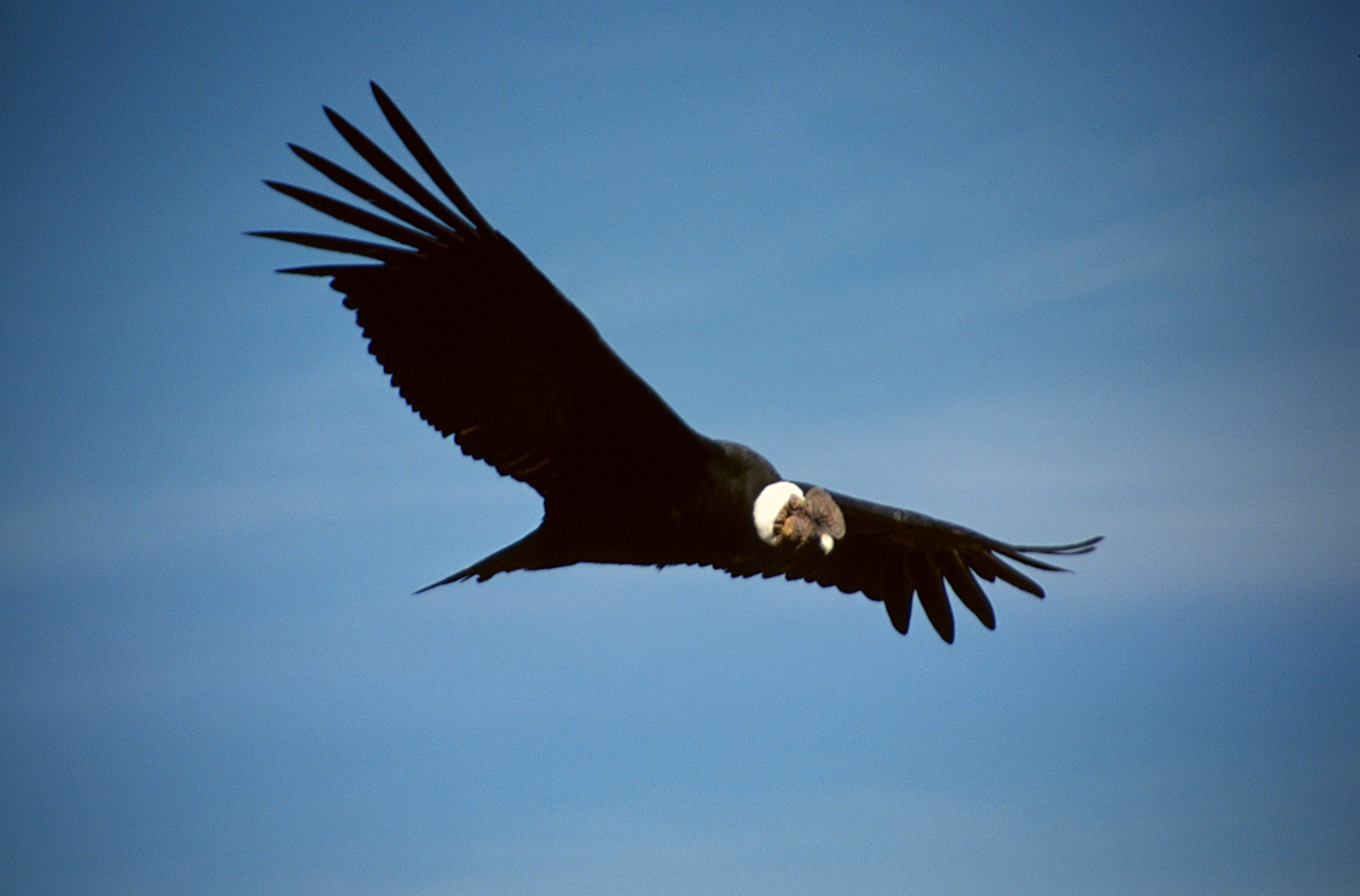
Le condor (Vultur gryphus), animal symbole de la cordillère des Andes

De 1965 à 2019, la Tri porte sur la poitrine l'écusson en vigueur de la fédération lors des rencontres qu'elle dispute. Cet écusson est composé de deux parties : sur la partie supérieure, on peut voir un condor des Andes, animal symbole de cette région du monde, les ailes déployées et au-dessous un blason qui reprend les couleurs du drapeau équatorien, avec sur la bande supérieure le sigle "F.E.F.", de la Federación Ecuatoriana de Futból. À noter que le condor est également présent sur les armoiries de l'Équateur.
En janvier 2020, la fédération équatorienne de footbal dévoile son nouveau logo, repris comme emblème par les différentes sélections. Ce nouveau logo, qui se veut plus moderne, est centré sur les initiales "F.E.F." de la fédération. La représentation explicite de condor est remplacée par une silhouette de condor stylisée, visible derrière les initiales "F.E.F.". Les couleurs du drapeau équatorien sont rappelées sur une bande horizontale située au sommet de l'emblème.

## Composition de l'équipe d'Équateur

### Joueurs

#### Joueurs importants
| Rang | Joueur            | Sélections | Première sélection           | Dernière sélection          | Durée            | Palmarès |
| ---- | ----------------- | ---------- | ---------------------------- | --------------------------- | ---------------- | -------- |
| 1    | Iván Hurtado      | 168        | 24 mai 1992 (à 17 ans)       | 14 octobre 2014 (à 40 ans)  | 22 ans et 5 mois | -        |
| 2    | Walter Ayoví      | 122        | 7 juin 2001 (à 21 ans)       | 28 mars 2017 (à 37 ans)     | 16 ans et 9 mois | -        |
| 3    | Édison Méndez     | 112        | 8 mars 2000 (à 20 ans)       | 20 juin 2014 (à 35 ans)     | 14 ans et 3 mois | -        |
| 4    | Álex Aguinaga     | 109        | 5 mars 1987 (à 17 ans)       | 13 juillet 2004 (à 35 ans)  | 17 ans et 4 mois | -        |
| 5    | Ulises de la Cruz | 101        | 28 mai 1995 (à 21 ans)       | 16 mai 2010 (à 36 ans)      | 15 ans           | -        |
| 6    | Luis Capurro      | 100        | 6 février 1985 (à 23 ans)    | 9 février 2003 (à 41 ans)   | 18 ans           | -        |
| 7    | Antonio Valencia  | 99         | 28 avril 2004 (à 18 ans)     | 24 juin 2019 (à 33 ans)     | 15 ans et 2 mois | -        |
| 8    | Enner Valencia    | 96         | 29 février 2012 (à 21 ans)   | -                           | en cours         | -        |
| 9    | Giovanny Espinoza | 90         | 25 juin 2000 (à 23 ans)      | 10 octobre 2009 (à 32 ans)  | 9 ans et 4 mois  | -        |
| 10   | José Cevallos     | 87         | 21 septembre 1994 (à 23 ans) | 5 septembre 2009 (à 38 ans) | 15 ans           | -        |
| 10   | Segundo Castillo  | 87         | 12 février 2003 (à 20 ans)   | 17 novembre 2015 (à 33 ans) | 12 ans et 9 mois | -        |

| Rang | Joueur            | Carrière  | Buts |
| ---- | ----------------- | --------- | ---- |
| 1    | Enner Valencia    | 2012-     | 46   |
| 2    | Agustín Delgado   | 1994-2011 | 31   |
| 3    | Eduardo Hurtado   | 1992-2000 | 25   |
| 4    | Christian Benítez | 2005-2013 | 24   |
| 5    | Álex Aguinaga     | 1987-2004 | 23   |
| 6    | Felipe Caicedo    | 2005-2017 | 22   |
| 7    | Édison Méndez     | 2000-2014 | 18   |
| 8    | Raúl Avilés       | 1987-1993 | 16   |
| 8    | Iván Kaviedes     | 1998-2011 | 16   |
| 10   | Ariel Graziani    | 1997-2000 | 15   |

La FIFA qualifie de stars du passé les joueurs suivants :
- Ulises de la Cruz
- José Cevallos
- Agustín Delgado

D'autres joueurs ont également marqué l'histoire de la sélection :
- Alex Aguinaga
- Iván Hurtado

### Sélectionneurs
| Entraîneur           | Période   | M  |
| -------------------- | --------- | -- |
| Roque Máspoli        | 1975-1977 | 19 |
| Dušan Drašković      | 1988-1993 | 56 |
| Francisco Maturana   | 1995-1997 | 34 |
| Hernán Darío Gómez   | 1999-2004 | 66 |
| Luis Fernando Suárez | 2004-2007 | 51 |
| Sixto Vizuete        | 2007-2015 | 29 |
| Reynaldo Rueda       | 2010-2014 | 45 |

Trente-et-un techniciens ont occupé le poste de sélectionneur de l'équipe nationale équatorienne depuis son premier match en août 1938. Jusqu'en 1959, la sélection change chaque année d'entraîneur avant l'arrivée de l'Uruguayen Juan López Fontana qui effectue un mandat de douze mois consécutifs. Son compatriote Roque Máspoli, en poste entre 1975 et 1977, est le premier à diriger plus de quinze rencontres de la Tri, un record qui tient jusqu'en 1988 et le mandat de cinq ans du Yougoslave Dušan Drašković et ses 56 matchs dirigés. À partir de 1999 et l'arrivée du Colombien Hernán Darío Gómez, le mandat du sélectionneur a tendance à se stabiliser : il est au minimum de deux ans et demi.
Hernán Darío Gómez est le technicien qui a dirigé le plus grand nombre de rencontres, avec une série de 66 matchs sur le banc équatorien, entre 1999 et 2004.
| Entraîneur                | Période                        | Matchs dirigés |
| ------------------------- | ------------------------------ | -------------- |
| Enrique Lamas             | août 1938                      | 5              |
| Ramón Unamuno             | Janvier – février 1939         | 4              |
| Juan Parodi               | Février 1942                   | 10             |
| Rodolfo Orlando Orlandini | Janvier – février 1945         | 6              |
| Ramón Unamuno (2)         | Novembre – décembre 1947       | 7              |
| José Planas               | Avril – mai 1949               | 7              |
| Gregorio Esperón          | Février – mars 1953            | 6              |
| José María Díaz Granados  | Février – mars 1955            | 5              |
| Eduardo Spandre           | Mars – avril 1957              | 6              |
| Juan López Fontana        | Décembre 1959 – décembre 1960  | 7              |
| Fausto Montalván          | Mars 1963                      | 6              |
| José María Rodríguez      | Juillet – octobre 1965         | 5              |
| Fausto Montalván (2)      | Décembre 1966                  | 2              |
| José Gomes Nogueira       | Juin – août 1969               | 5              |
| Ernesto Guerra            | Avril – mai 1970               | 2              |
| Jorge Lazo                | Juin 1972                      | 4              |
| Roberto Resquín           | Février – juillet 1973         | 10             |
| Roque Máspoli             | Juin 1975 – mars 1977          | 19             |
| Héctor Morales            | Juin – septembre 1979          | 8              |
| Otto Vieira               | Janvier – février 1981         | 2              |
| Juan Eduardo Hohberg      | Mai – juin 1981                | 4              |
| Ernesto Guerra (2)        | Juillet – septembre 1983       | 6              |
| Antoninho Ferreira        | Novembre 1984 – mars 1985      | 15             |
| Luis Grimaldi             | Novembre 1986 – juillet 1987   | 13             |
| Dušan Drašković           | Juin 1988 – septembre 1993     | 56             |
| Carlos Torres Garcés      | Mai – juin 1994                | 2              |
| Carlos Ron                | Août – septembre 1994          | 2              |
| Francisco Maturana        | Mai 1995 – juin 1997           | 34             |
| Luis Fernando Suárez      | Juin 1997                      | 4              |
| Francisco Maturana (2)    | Juillet – novembre 1997        | 7              |
| Polo Carrera              | Octobre 1998                   | 1              |
| Carlos Sevilla            | Janvier – juillet 1999         | 15             |
| Hernán Darío Gómez        | Octobre 1999 – juillet 2004    | 66             |
| Luis Fernando Suárez (2)  | Septembre 2004 – novembre 2007 | 51             |
| Sixto Vizuete             | Novembre 2007 – juillet 2010   | 25             |
| Reynaldo Rueda            | Septembre 2010 - juillet 2014  | 45             |
| Sixto Vizuete (2)         | Juillet 2014 - janvier 2015    | 4              |
| Gustavo Quinteros         | janvier 2015 - septembre 2017  |                |

#### Équipe technique actuelle
Le tableau suivant présente l'équipe technique actuelle de l'équipe nationale.
| Nom                                                 | Rôle                     |
| --------------------------------------------------- | ------------------------ |
| Gustavo Alfaro                                      | Entraîneur-sélectionneur |
| Alexis Mendoza                                      | Entraîneur assistant     |
| Carlos Velasco                                      | Préparateur physique     |
| Pedro Zape                                          | Préparateur des gardiens |
| Dr Patricio Maldonado et Dr Hector Bohorquez Patiño | Médecins                 |
| Tony Ocampo Vasquez et Hugo Terán Carriel           | Physiothérapeutes        |
| Richard Buitrón                                     | Intendant                |

## Infrastructures

### Stades utilisés
La sélection équatorienne utilise principalement l'Estadio Olímpico Atahualpa comme enceinte pour ses rencontres à domicile. Situé dans la capitale, Quito, à plus de 2 800 mètres d'altitude, et construit en 1951, il a une capacité de 41 000 places, ce qui en fait le plus grand stade du pays. En outre, le Deportivo Quito, El Nacional, le CD América et l'Universidad Católica sont des clubs résidents de ce stade, qui porte le nom du dernier empereur inca, Atahualpa. En dépit de sa capacité et de sa localisation, le stade ne voit la première rencontre de la sélection qu'en 1970, lors d'un match amical perdu face à l'Angleterre, alors championne du monde en titre.

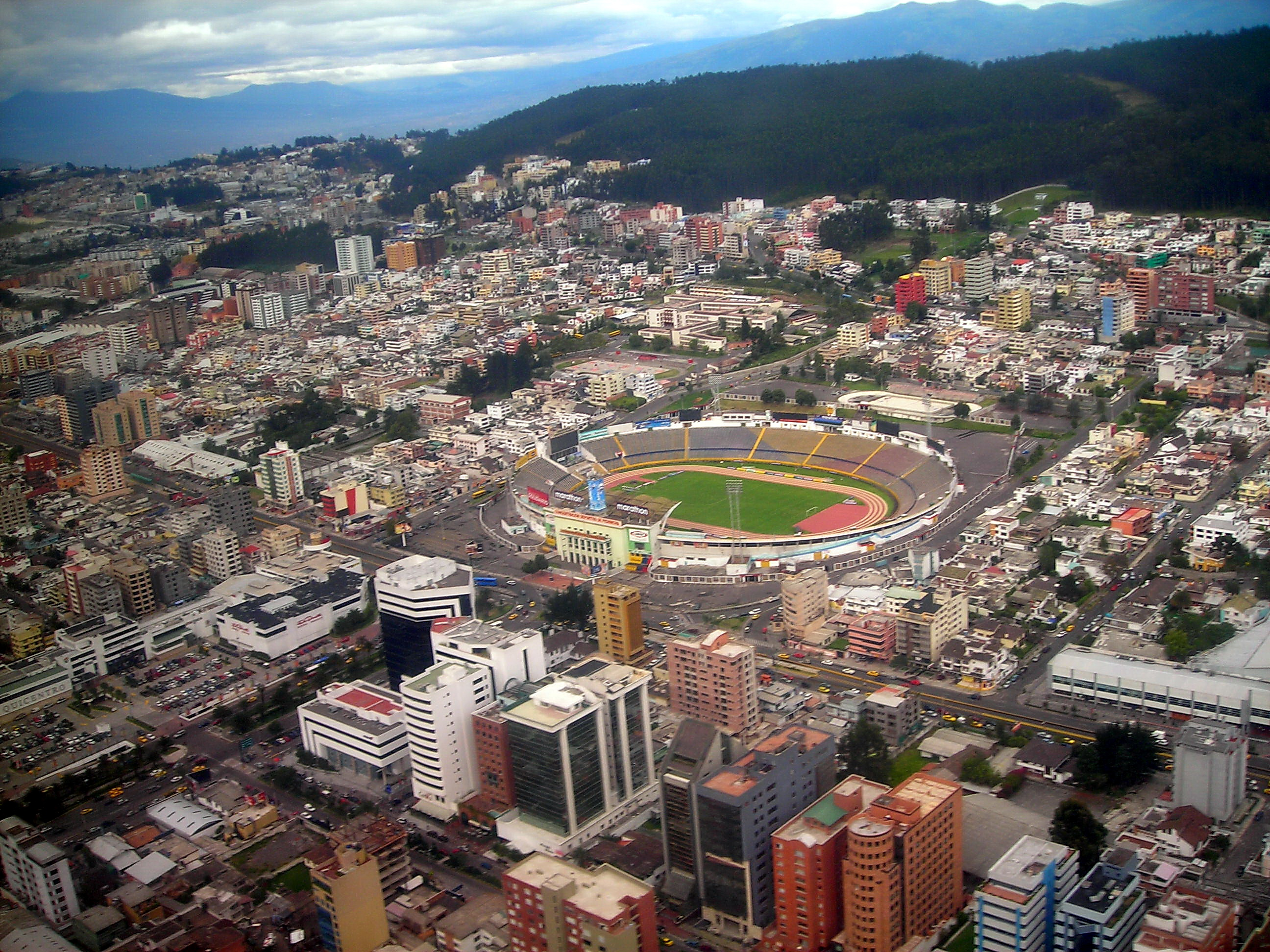
L'Estadio Olímpico Atahualpa à Quito, enceinte des matchs à domicile de la Tri

Avant la construction du stade Atahualpa, la Tri dispute ses rencontres à Guayaquil. Ainsi, le premier match de l'histoire de l'Équateur sur son sol, le 30 novembre 1947 lors de la Copa América a lieu dans l'Estadio George Capwell de Guayaquil, qui abrite d'ailleurs toutes les rencontres de la compétition. Elle dispute également la Copa América 1959 à domicile dans l'Estadio Modelo Alberto Spencer (inauguré pour l'occasion) et joue régulièrement dans l'Estadio Monumental Isidro Romero Carbo.
Hors de Quito et Guayaquil, la sélection a joué dans de nombreux autres stades du pays, comme le Stade de Liga Deportiva Universitaria, utilisé pour deux rencontres des éliminatoires de la Coupe du monde 2002, face au Venezuela et à la Bolivie. Elle a également joué à Latacunga (Estadio La Cocha), Cuenca (Estadio Alejandro Serrano Aguilar), Loja (Estadio Federativo Reina del Cisne), Ambato (Estadio Bellavista), Babahoyo (Estadio Rafael Vera Yépez), Portoviejo (Estadio Reales Tamarindos), Azogues (Estadio Jorge Andrade) et Machala (Estadio 9 de Mayo).

### Controverse sur l'altitude
La plupart des matchs à domicile, notamment ceux des éliminatoires de Coupe du monde, sont joués par l'équipe nationale à l'Estadio Olímpico Atahualpa à 2 850 mètres d'altitude, sur les hauteurs de Quito, la capitale du pays. L'autre ville d'accueil de la Tri est Guayaquil et son climat tropical humide, qui peut être également un avantage à domicile. Ces deux sites ont accueilli la grande majorité des rencontres de la sélection, tous les matchs à domicile avant 1970 ayant été joués à Guayaquil.
Au printemps 2007, l'avantage de jouer les rencontres à domicile en haute altitude est menacé par une résolution du 57e congrès de la FIFA, qui vise à interdire la tenue de matchs internationaux à plus de 2 500 mètres d'altitude. D'autres nations sud-américaines sont pénalisées par cette nouvelle : la Bolivie, la Colombie et dans une moindre mesure, le Pérou. Si cette décision est confirmée, en plus de l'équipe nationale, les meilleurs clubs de Quito et Cuenca ne pourraient pas jouer dans leurs stades lors des compétitions internationales comme la Copa Libertadores ou la Copa Sudamericana. Fin juin 2007, la FIFA annonce que la limite de hauteur est relevée à 3 000 mètres. Par conséquent, des matchs peuvent être organisés à Quito ainsi qu'à Cuenca (situé à 2 532 mètres d'altitude). Un décret adopté en décembre 2007 fixe finalement cette limite à 2 750 mètres, altitude à laquelle les joueurs peuvent s'acclimater de façon satisfaisante. Par la suite, l'altitude de l'Estadio Olímpico Atahualpa est remesurée et conclut que l'enceinte est à 2 783 mètres tandis que le Stade de Liga Deportiva Universitaria, également situé à Quito, est à 2 735 mètres, soit au-dessous de la limite fixée. Cependant, le stade Atahualpa est admis par la CONMEBOL parce qu'il est inscrit comme le stade principal de l'équipe équatorienne pour ses matchs à domicile. La seule contrainte est de prévoir dans le calendrier un temps d'acclimatation pour les sélections visiteuses avant les rencontres.

## Résultats

### Palmarès
- Jeux bolivariens :
  - Vainqueur en 1965 et 1985
  - Troisième en 1938

### Parcours en Coupe du monde
| Année | Position      |      | Année               | Position |               | Année | Position |
| 1930  | Non inscrite  | 1974 | Non qualifiée       | 2010     | Non qualifiée |       |          |
| 1934  | Non inscrite  | 1978 | Non qualifiée       | 2014     | 1er tour      |       |          |
| 1938  | Non inscrite  | 1982 | Non qualifiée       | 2018     | Non qualifiée |       |          |
| 1950  | Non inscrite  | 1986 | Non qualifiée       | 2022     | 1er tour      |       |          |
| 1954  | Non inscrite  | 1990 | Non qualifiée       | 2026     | Qualifiée     |       |          |
| 1958  | Non inscrite  | 1994 | Non qualifiée       | 2030     | À venir       |       |          |
| 1962  | Non qualifiée | 1998 | Non qualifiée       | 2034     | À venir       |       |          |
| 1966  | Non qualifiée | 2002 | 1er tour            |          |               |       |          |
| 1970  | Non qualifiée | 2006 | Huitièmes de finale |          |               |       |          |

### Parcours en Copa América
| Année | Position     |      | Année         | Position |                  | Année | Position |
| 1916  | Non inscrite | 1942 | Septième      | 1987     | 1er tour         |       |          |
| 1917  | Non inscrite | 1945 | Septième      | 1989     | 1er tour         |       |          |
| 1919  | Non inscrite | 1946 | Non inscrite  | 1991     | 1er tour         |       |          |
| 1920  | Non inscrite | 1947 | Sixième       | 1993     | Demi-finale (4e) |       |          |
| 1921  | Non inscrite | 1949 | Septième      | 1995     | 1er tour         |       |          |
| 1922  | Non inscrite | 1953 | Septième      | 1997     | Quart de finale  |       |          |
| 1923  | Non inscrite | 1955 | Septième      | 1999     | 1er tour         |       |          |
| 1924  | Non inscrite | 1956 | Non inscrite  | 2001     | 1er tour         |       |          |
| 1925  | Non inscrite | 1957 | Septième      | 2004     | 1er tour         |       |          |
| 1926  | Non inscrite | 1959 | Non inscrite  | 2007     | 1er tour         |       |          |
| 1927  | Non inscrite | 1959 | Quatrième     | 2011     | 1er tour         |       |          |
| 1929  | Non inscrite | 1963 | Sixième       | 2015     | 1er tour         |       |          |
| 1935  | Non inscrite | 1967 | Non qualifiée | 2016     | Quart de finale  |       |          |
| 1937  | Non inscrite | 1975 | 1er tour      | 2019     | 1er tour         |       |          |
| 1939  | 5e           | 1979 | 1er tour      | 2021     | Quart de finale  |       |          |
| 1941  | Cinquième    | 1983 | 1er tour      | 2024     | Quart de finale  |       |          |

### Parcours aux Jeux bolivariens
| Année | Position    |      | Année       | Position |                            | Année | Position |
| 1938  | Troisième   | 1965 | Vainqueur   | 1981     | Non inscrit                |       |          |
| 1948  | Non inscrit | 1970 | Non inscrit | 1985     | Vainqueur                  |       |          |
| 1951  | Cinquième   | 1973 | Non inscrit | 1989     | Pas de tournoi de football |       |          |
| 1961  | Non inscrit | 1977 | Non inscrit |          |                            |       |          |

À partir de la 12e édition, en 1993 en Bolivie, ce sont les sélections des moins de 17 ans qui représentent leur pays lors du tournoi de football.

## Statistiques

### Nations rencontrées
L'Équateur a au cours de son histoire mis beaucoup de temps à s'ouvrir au football intercontinental. En effet, il faut attendre 1970 et le 82e match de la Tri pour la voir affronter une équipe non membre de la CONMEBOL, à savoir l'Angleterre. Grâce à sa participation à la Coupe de l'Indépendance du Brésil, en 1972, elle rencontre pour la première fois une sélection asiatique (l'Iran) et l'année suivante, elle joue son premier match hors d'Amérique du Sud, lors d'une double confrontation en amical contre Haïti à Port-au-Prince. Elle effectue ensuite dans les années 1980 plusieurs tournées aux États-Unis et en Amérique centrale. Lors de la Korea Cup de 1995, elle rencontre pour la première fois une nation africaine, la Zambie.
Sans surprise, c'est donc face aux autres équipes sud-américaines que la sélection équatorienne a disputé le plus de rencontres. En tête de ce classement, on retrouve le Chili et le Pérou. La Tri présente un bilan positif uniquement face à la Bolivie et au Venezuela. Elle a également multiplié à partir des années 1990 les matchs face aux meilleures nations de la zone CONCACAF, comme le Mexique, les États-Unis, le Honduras ou le Guatemala.
| Adversaire | Joués | Victoires | Matchs nuls | Défaites | Buts pour | Buts contre |
| ---------- | ----- | --------- | ----------- | -------- | --------- | ----------- |
| Chili      | 50    | 9         | 13          | 28       | 47        | 97          |
| Pérou      | 46    | 14        | 14          | 18       | 59        | 72          |
| Colombie   | 45    | 13        | 11          | 21       | 41        | 51          |
| Uruguay    | 45    | 5         | 11          | 29       | 38        | 107         |
| Paraguay   | 37    | 12        | 5           | 20       | 49        | 67          |
| Argentine  | 34    | 4         | 12          | 18       | 31        | 83          |
| Brésil     | 32    | 2         | 5           | 25       | 24        | 94          |
| Bolivie    | 29    | 11        | 11          | 7        | 45        | 32          |
| Venezuela  | 25    | 12        | 2           | 11       | 42        | 30          |
| Mexique    | 20    | 2         | 5           | 13       | 20        | 36          |
| Honduras   | 12    | 3         | 7           | 2        | 13        | 12          |
| Costa Rica | 11    | 5         | 4           | 2        | 18        | 9           |
| États-Unis | 11    | 5         | 4           | 2        | 10        | 6           |

### Records
Avec 167 apparitions sous le maillot équatorien, Iván Hurtado est l'un des internationaux les plus capés de l'histoire. Au niveau des buts, c'est Agustín Delgado qui est en tête du classement avec 31 réalisations en 71 sélections. Delgado est également le premier buteur équatorien en Coupe du monde, en ouvrant le score face au Mexique lors du second match de poule.
L'Équateur détient le record de la plus lourde défaite concédée en Copa América. Le 22 janvier 1942, la Tri est lourdement battue sur le score de 12-0 contre l'Argentine. C'est la plus lourde défaite de l'histoire de la sélection. Elle est également la seule sélection avec le Venezuela à n'avoir jamais atteint la finale de la compétition sud-américaine.
La plus large victoire des Équatoriens a lieu le 22 juin 1975. Lors du premier match d'une tournée contre le Pérou, les hommes de Roque Máspoli s'imposent sur le score de six à zéro.

### Classement FIFA
| Année                    | 1993 | 1994 | 1995 | 1996 | 1997 | 1998 | 1999 | 2000 | 2001 | 2002 | 2003 | 2004 | 2005 | 2006 | 2007 |
| ------------------------ | ---- | ---- | ---- | ---- | ---- | ---- | ---- | ---- | ---- | ---- | ---- | ---- | ---- | ---- | ---- |
| Classement mondial       | 48   | 55   | 55   | 33   | 28   | 63   | 65   | 54   | 37   | 31   | 37   | 39   | 37   | 30   | 56   |
| Classement sud-américain | 5    | 7    | 7    | 5    | 6    | 7    | 9    | 8    | 6    | 5    | 5    | 6    | 6    | 4    | 7    |

| Année                    | 2008 | 2009 | 2010 | 2011 | 2012 | 2013 | 2014 | 2015 | 2016 | 2017 | 2018 | 2019 | 2020 | 2021 | 2022 |
| ------------------------ | ---- | ---- | ---- | ---- | ---- | ---- | ---- | ---- | ---- | ---- | ---- | ---- | ---- | ---- | ---- |
| Classement mondial       | 36   | 37   | 53   | 42   | 13   | 23   | 26   | 13   | 20   | 70   | 57   | 63   | 56   | 46   | 41   |
| Classement sud-américain | 6    | 6    | 7    | 9    | 3    | 6    | 6    | 6    | 7    | 10   | 9    | 9    | 9    | 8    | 7    |

| Année                    | 2023 | 2024 | 2025 | 2026 | 2027 | 2028 | 2029 | 2030 | 2031 | 2032 | 2033 | 2034 | 2035 | 2036 | 2037 |
| ------------------------ | ---- | ---- | ---- | ---- | ---- | ---- | ---- | ---- | ---- | ---- | ---- | ---- | ---- | ---- | ---- |
| Classement mondial       | 32   |      |      |      |      |      |      |      |      |      |      |      |      |      |      |
| Classement sud-américain | 5    |      |      |      |      |      |      |      |      |      |      |      |      |      |      |

| Légende du classement mondial : | - de 1 à 25 | - de 26 à 50 | - de 51 à 211 |

| Légende du classement sud-américain : | - de 1 à 3 | - de 4 à 7 | - de 8 à 10 |